# Quadricalcarifera uskwara
Quadricalcarifera uskwara är en fjärilsart som beskrevs av Sergius G. Kiriakoff 1970. Quadricalcarifera uskwara ingår i släktet Quadricalcarifera och familjen tandspinnare. Inga underarter finns listade.